# Ernst von Berg
Ernst von Berg, także Karl Ernst von Berg i Ernest Karłowicz von Berg (ros. Эрнест Карлович фон Берг, ur. 11 listopada 1824 w Hallist, zm. 28 listopada 1888 w Rydze) – inflancki botanik i urzędnik państwowy, pochodzenia niemieckiego; dyrektor okręgu szkolnego łódzkiego (1864–1869) i kaliskiego (1869–1874); radca stanu Cesarstwa Rosyjskiego (od 1879).

## Życiorys
Von Berg pochodził z arystokratycznej rodziny z Inflant – był synem inflanckiego generalnego superintendenta Karla Ernsta oraz Dorothei Henriette von Berg. Ukończył gimnazjum w Birkenruh (1835–1842) oraz studia w zakresie medycyny i mineralogii na Uniwersytecie w Dorpacie (1842–1848), uzyskując stopień kandydat nauk wydziału filozoficznego. Od 1852 pracował jako skarbnik i bibliotekarz Cesarskiego Ogrodu Botanicznego w Petersburgu. Następnie w latach 1864–1869 piastował funkcję dyrektora Łódzkiego Okręgu Naukowego Królestwa Polskiego. Z jego inicjatywy powołano Niemieckie Gimnazjum Realne w Łodzi, ponadto von Berg działał na rzecz powołania w mieście Instytutu Politechnicznego. W latach był dyrektorem 1869-1874 Kaliskiego Okręgu Naukowego, następnie przeszedł na emeryturę, podczas której przez rok mieszkał w Warszawie, a następnie do końca życia w Rydze.
Był członkiem: Towarzystwa Historii Naturalnej w Dorpacie, Cesarskiego Towarzystwa Mineralogicznego w Sankt Petersburgu, członkiem korespondentem i współpracownikiem Akademii Stanisławowskiej (od 1856), a także członkiem honorowym Cesarskiej Biblioteki Publicznej w Petersburgu oraz członkiem Niemieckiej Akademii Przyrodników Leopoldina. Od 1879 był radcą stanu Cesarstwa Rosyjskiego.

## Odznaczenia
- Orderu Św. Włodzimierza IV klasy
- Order św. Anny IV klasy
- Order Sokoła Białego[4]

## Publikacje
- Catalogus systematicus bibliothecae horti imperialis botanci petropolitani (Sankt Petersburg, 1852)
- Catalogue alphabétique et méthodique des dessins des plantes exécutés et conservés au jardin impérial de botanique à Saint-Pétersbourg (Saint-Pétersbourg, 1857)
- Additamenta ad thesorum litteraturae botanicae altera, vol I (Halis, 1859), vol II (Sankt Petersburg, 1862).
- Repertorium der Litteratur über die Mineralogie, geologie, paleontologie, Berg und Hüttenkunde Russlands bis zum Schlusse des XVIII. Jahrhunderts (Sankt Petersburg, 1862)
- Der Malteserorden und seine Beziehungen zu Russland (Ryga, 1879)[4].